# Bindheimit

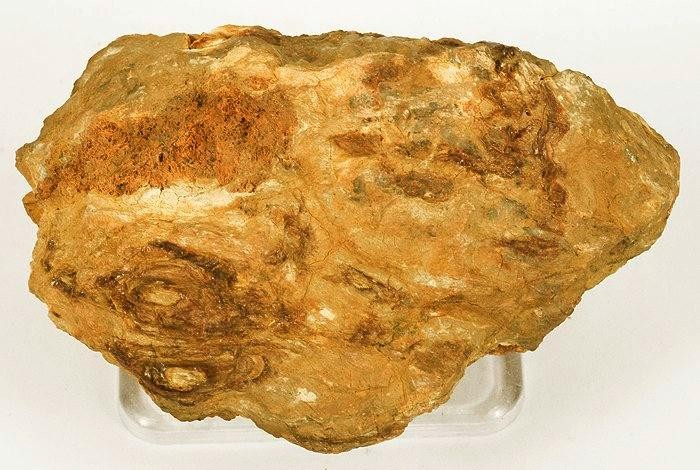

Bindheimit – minerał należący do grupy stibikonitu (tlenków); znany jest od 1832 roku. Nazwa pochodzi od nazwiska niemieckiego chemika Johanna Jacoba Bindheima (1750-1825). 

## Charakterystyka

### Właściwości
Występuje w skupieniach skrytokrystalicznych, zbitych. Tworzy naskoupienia. Często tworzy kryształy mieszane z innymi minerałami oraz pseudomorfozy po kruszcach pierwotnych. Tylko bardzo cienkie okruchy są przeświecające.

### Występowanie
Minerał strefy utleniania kruszców Sb. 
Miejsca występowania: Rosja – Syberia, Austria – Karyntia, Algieria – Constantine. 